# 好客号月球探测器
好客号月球探测器（OMOTENASHI）是日本研發的一种立方卫星，日本打算讓這個航天器登陆月球，进行登月技術的实证，和对月球的观测， 但由于与星体失联，登陆任务最终失败。

## 概要

好客號的轨道动画

2022年11月16日，該卫星搭载于美国的阿提米丝1号發射升空，結果該航天器與宇宙航空研究開發機構 （JAXA）的通信出現問題，导致JAXA無法聯繫上好客号月球探测器。11月21日，JAXA宣佈好客号月球探测器放棄登月。  好客号月球探测器本打算部署一個重達1公斤的小型月球著陸器。調查報告指出，失敗的原因是液體推進劑洩漏。
JAXA表示2023年3月卫星搭载的太陽能電池可能會被光照並可以充電，因此JAXA将尝试恢复与好客號的通信，并让好客號继续运作 。然而直到2023年6月份，JAXA仍未与好客号取得恢复通信。

## 观测设备
好客號搭載的唯一科学观测设备为探测宇宙射線的「D-Space」，用于探测地球磁层外到月球轨道之间的宇宙射線。